# يوزف فونتانا
يوزف فونتانا (بالبولندية: Józef Fontana)‏ هو مهندس معماري بولندي، ولد في 1676 في Mendrisio ‏ في سويسرا، وتوفي في 1739 في وارسو في بولندا.